# Mercado de Futuros del Aceite de Oliva
El Mercado de Futuros del Aceite de Oliva (MFAO) fue un mercado oficial español en el que se negociaban contratos de futuros sobre aceite de oliva. Su sede se encontraba en la ciudad de Jaén. Estuvo supervisado por la Comisión Nacional del Mercado de Valores. MFAO comenzó a operar el 6 de febrero de 2004 y era el único en el mundo donde se negociaba el aceite de oliva como activo subyacente. MFAO jugó un papel esencial, introducirse entre el comprador y el vendedor de un contrato de futuros para garantizar el buen fin de las operaciones. La Sociedad Rectora del Mercado estaba constituida por 63 accionistas divididos en accionistas financieros (21 en total), institucionales (Comunidad Autónoma de Andalucía) y oleícolas (41 en total).
La entrada en vigor del Reglamento (UE) N.º 648/2012 del Parlamento y del Consejo, de 4 de julio de 2012, relativo a los derivados extrabursátiles, las entidades de contrapartida central y los registros de operaciones (el “Reglamento EMIR”) y sus normas técnicas de desarrollo (junto con el Reglamento EMIR, la “Normativa EMIR”) tuvo un impacto determinante sobre la configuración de “MFAO, Sociedad Rectora del Mercado de Futuros del Aceite de Oliva” (la “Sociedad”) y del Mercado Futuros del Aceite de Oliva (el “Mercado”) como cámara de contrapartida central con registro de productos derivados y como mercado secundario oficial, respectivamente.
Esta circunstancia conllevó que los responsables de la Sociedad trabajaran en las distintas alternativas que pudieran permitir garantizar la continuidad del Mercado y evitar su cierre. Sin embargo, pese a los continuos esfuerzos llevados a cabo por los gestores de la Sociedad para tratar de viabilizar el proyecto, ninguna de las alternativas ha devenido factible al carecer de encaje o desarrollo normativo que las haga viables, en algunos casos, o al no contar con los apoyos necesarios, en otros.
Ante la imposibilidad de continuar con la actividad, el Consejo de Administración de la Sociedad decidió iniciar el proceso de disolución y liquidación de la Sociedad y, a tales efectos, propuso a la Junta General Ordinaria y Extraordinaria de Accionistas de 31 de marzo de 2016 la aprobación de la renuncia expresa a la autorización concedida al Mercado, así como los acuerdos relativos a la disolución de la Sociedad, si bien dichos acuerdos quedarían sometidos suspensivamente de forma expresa a la condición de que se notifique a la Sociedad la revocación de la autorización.
La referida Junta General Ordinaria y Extraordinaria de Accionistas de la Sociedad en su reunión del pasado 31 de marzo de 2016 adoptó, por unanimidad, entre otros, los siguientes acuerdos:
1.Aprobar expresamente la renuncia de la Sociedad a la autorización concedida a la misma mediante acuerdo del Consejo de Ministros, de 7 de noviembre de 2003, para la creación del Mercado regido por la propia Sociedad, en los términos previstos en el artículo 49.1 a) del Real Decreto Legislativo 4/2015, de 23 de octubre, por el que se aprueba el texto refundido de la Ley del Mercado de Valores.
2.La disolución de la Sociedad, condicionada suspensivamente de forma expresa a la adopción por parte de la Comisión Nacional del Mercado de Valores del acuerdo de revocación de la autorización concedida a la Sociedad para la creación del Mercado.
En este sentido, cabe señalar que mediante escrito de 24 de mayo de 2016, la Comisión Nacional del Mercado de Valores ha notificado a la Sociedad que el Consejo de la referida Comisión Nacional, con fecha 18 de mayo de 2016, adoptó la resolución para (i) revocar la autorización concedida a la Sociedad para la creación del Mercado y (ii) proceder a dar de baja al Mercado en los registros oficiales de la Comisión Nacional del Mercado de Valores.
Estas circunstancias descritas dieron como resultado la desaparición del MFAO, lo que provocó la aparición a finales de 2017 de una proyecto de I+D+i, basado en la tecnología Blockchain, que pretendía coger el testigo del difunto Mercado de Futuros del Aceite de Oliva, denominado Olivacoin, que tenía su origen en el Departamento de Economía Financiera y Dirección de Operaciones de la Universidad de Sevilla (concretamente en el Grupo de investigación ofIcial SEJ500) y se desarrollaría conjuntamente con miembros de la Escuela Técnica Superior de Ingeniería Escuela de esta misma Universidad.
La Blockchain de Olivacoin proponía un nuevo modelo de negocio a los tradicionales mercados de futuros internacionales de commodities, articulándose éste sobre la tecnología Blockchain, que permite la trazabilidad total del Aceite de Oliva (aprovisionamiento-fabricación-distribución- consumo del cliente final), garantizando y certificando el origen del mismo, de forma fiable y segura, sin necesidad de intermediarios.

## Características del contrato de futuros de aceite de oliva negociado en MFAO
- Cantidad: Cada contrato de futuros equivale a una tonelada de aceite de oliva.
- Calidad: - Grado de acidez base 1º. Acidez máxima permitida ≤ 5º. Reversión de 30€/Tm por cada grado. - Nivel de ceras base 120 p.p. m. Nivel máximo permitido ≤ 300 p.p. m. Reversión de 60€/Tm. por cada 100 p.p. m. - Nivel de alcoholes alifáticos ≤ 350 p.p. m. - Nivel de humedad + impurezas ≤ 0,7 % - Nivel de eritrodiol + uvaol base 2,5%. Nivel máximo permitido ≤ 4,5%. Reversión de 40€/Tm. por cada 1%. Las reversiones se utilizan tanto para disminuir como para incrementar el precio. La establecida para el eritrodiol+uvaol se aplica a partir del vencimiento de marzo de 2008.
- Lugar de entrega: Los almacenes autorizados por MFAO (Patrimonio Comunal Olivarero o aquel almacén que lo solicite)
- Fecha de entrega: Los contratos vencen los terceros lunes de enero, marzo, mayo, julio, septiembre y noviembre. Siempre se cotizan 7 vencimientos.
- Precio: Se negocia en el Mercado.
- Garantías: MFAO exige un depósito del 6% del valor de la operación.
- Comisiones: La comisión de MFAO es de 4€/Tm.